# Rzadkowo
Rzadkowo (prononciation : [ʐatˈkɔvɔ]) est un village polonais de la gmina de Kaczory dans le powiat de Piła de la voïvodie de Grande-Pologne dans le centre-ouest de la Pologne.
Il se situe à environ 4 kilomètres à l'est de Kaczory (siège de la gmina), 15 kilomètres au sud-est de Piła (siège du powiat), et à 78 kilomètres au nord de Poznań (capitale de la Grande-Pologne).

## Histoire
De 1975 à 1998, le village faisait partie du territoire de la voïvodie de Piła.

Depuis 1999, Rzadkowo est situé dans la voïvodie de Grande-Pologne.
Le village possède une population de 470 habitants en 2006.

## Monument religieux
- l'église paroissiale, construite en 1937.